# هيرومي ناكاشيما
هيرومي ناكاشيما (باليابانية: 中島 宏海) (8 أغسطس 1993 في فوكوكا في اليابان – )؛ هو لاعب كرة قدم سابق كان يلعب كحارس مرمى.

## وصلات خارجية
- هيرومي ناكاشيما على موقع رابطة كرة القدم اليابانية للمحترفين (اليابانية)
- هيرومي ناكاشيما على موقع Soccerway.com (الإنجليزية)